# Миловська сільська рада
Ми́ловська сільська рада (рос. Миловский сельский совет) — муніципальне утворення у складі Уфимського району Башкортостану, Росія. Адміністративний центр — село Миловка.
2004 року зі складу Ленінського району Уфи до складу сільради була передана територія площею 0,43 км², а зі складу сільради були виділені і передані до складу Авдонської сільради територія площею 30,71 км² та до складу Ленінського району Уфи територію площею 3,86 км². Також зі складу сільради до складу Ніколаєвської сільради були передані присілки Колокольцево, Кручинино та Сперанський.

## Населення
Населення — 4269 осіб (2019, 2810 в 2010, 2523 в 2002).

## Склад
До складу поселення входять такі населені пункти:
| Населений пункт     | Населення, осіб (2002) | Населення, осіб (2010) |
| ------------------- | ---------------------- | ---------------------- |
| Лісний, присілок    | 22                     | 15                     |
| Миловка, село       | 2496                   | 2767                   |
| Начапкіно, присілок | 5                      | 28                     |